# Silpho
Silpho is een civil parish in het bestuurlijke gebied Scarborough, in het Engelse graafschap North Yorkshire met 31 inwoners.